# Castillo de Castrillo de Villavega (Palencia)

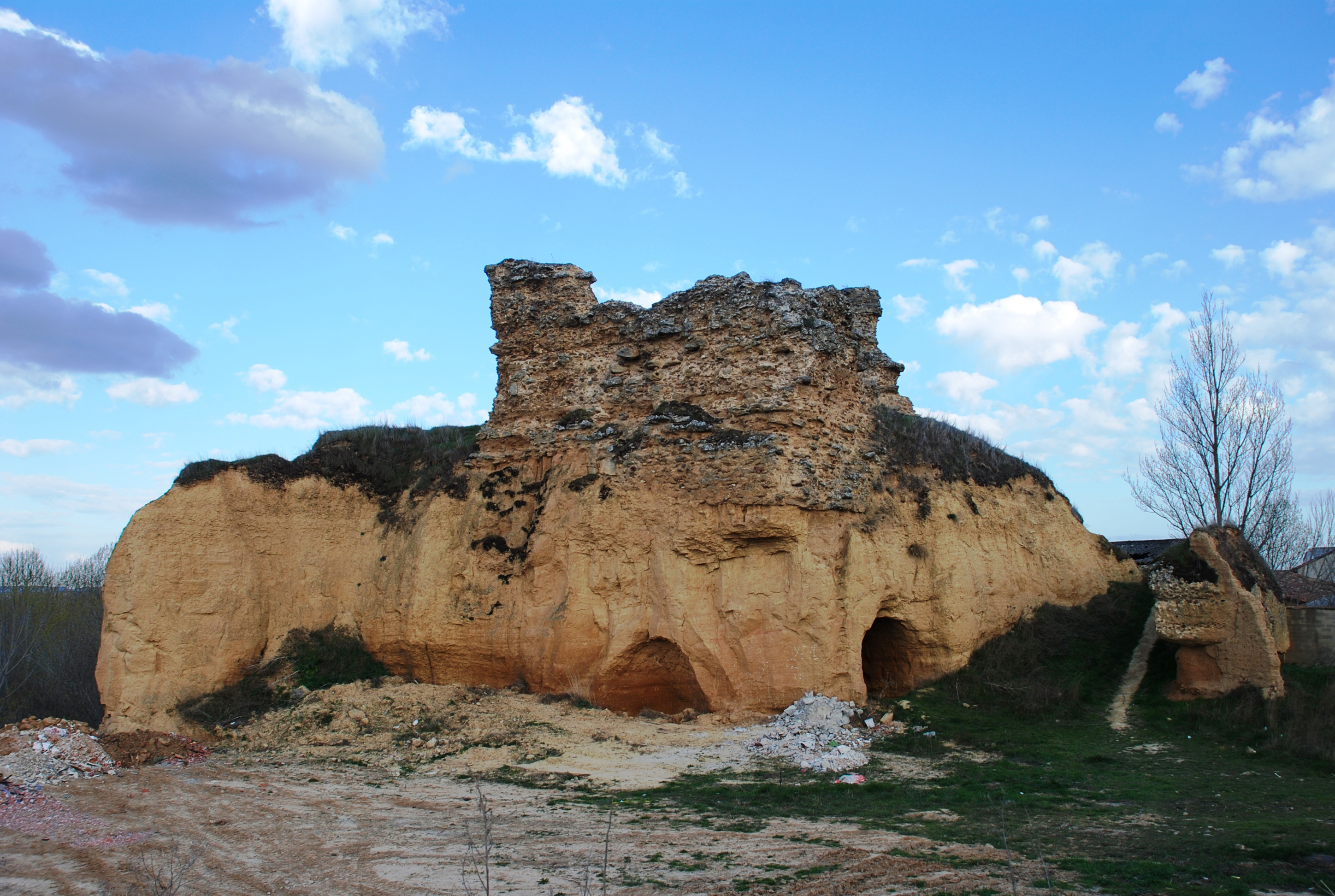
Vista general de la torre, cerca y túnel

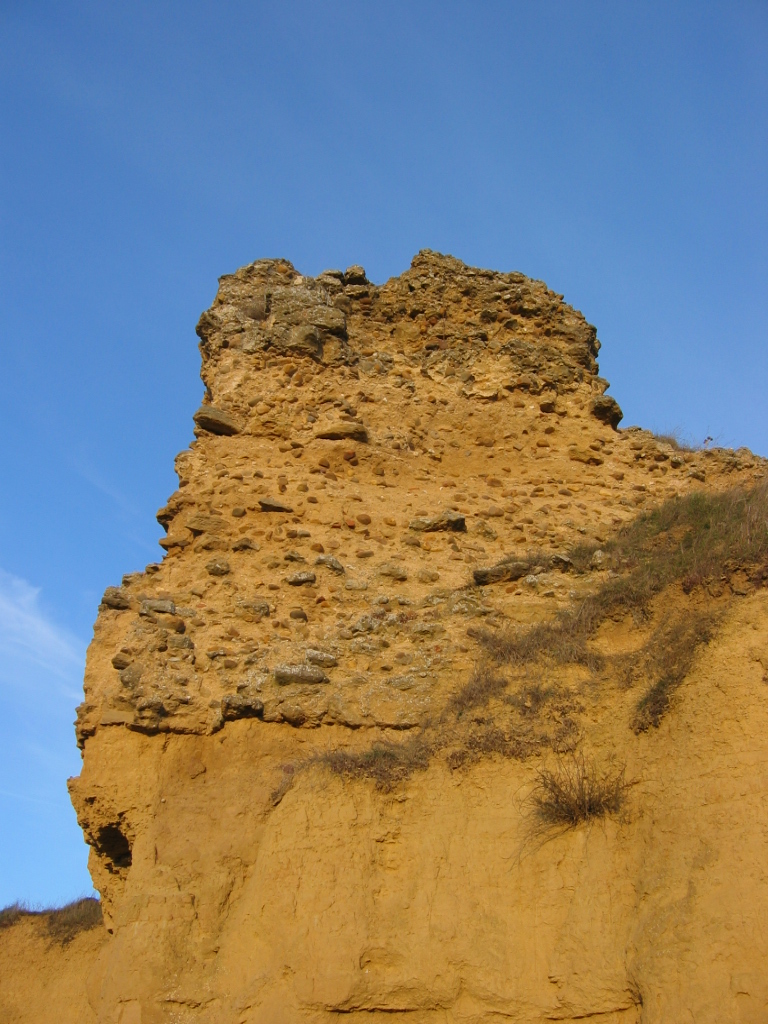
Ángulo Oeste

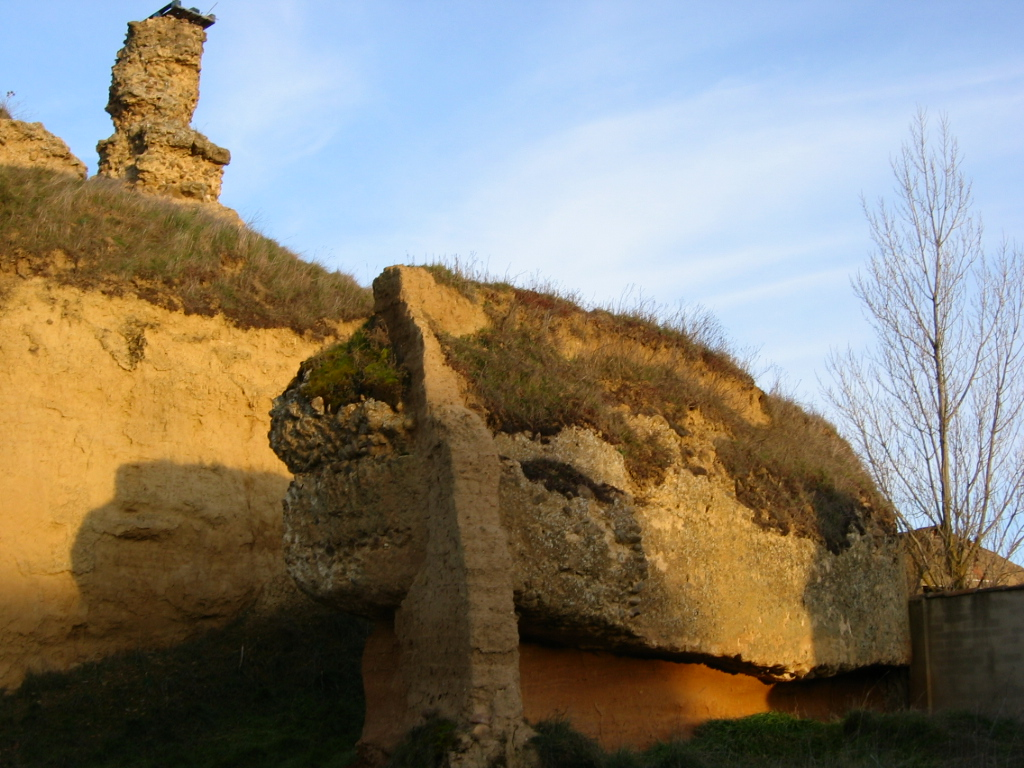
Arranque de los restos de la cerca

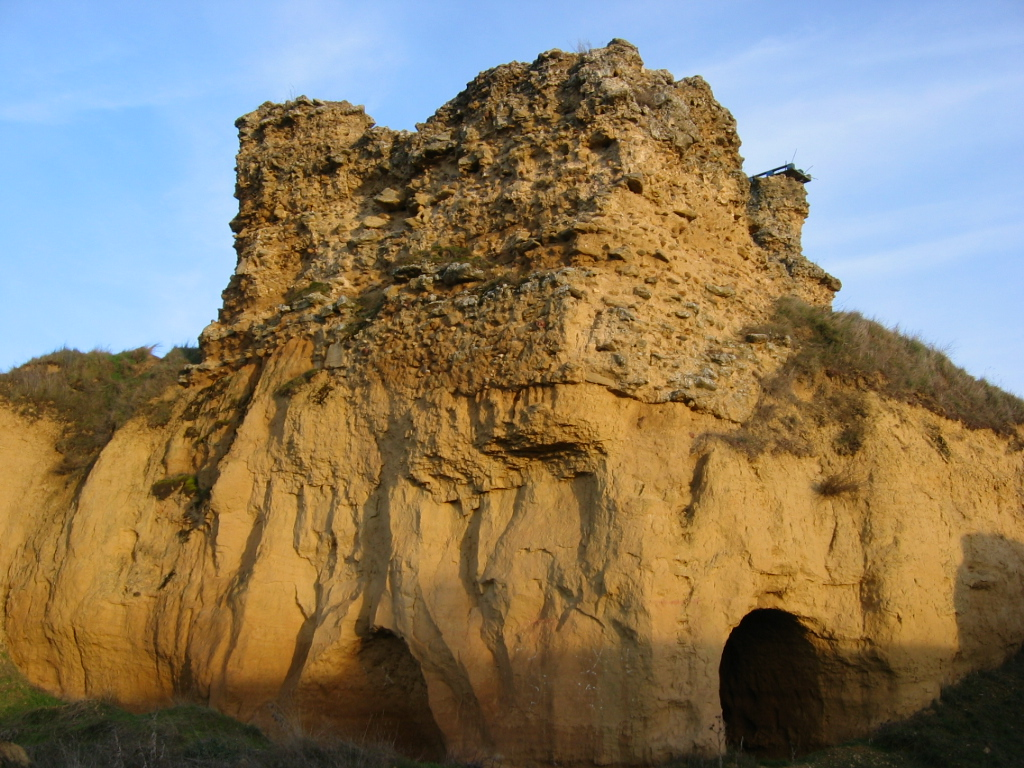
Torre

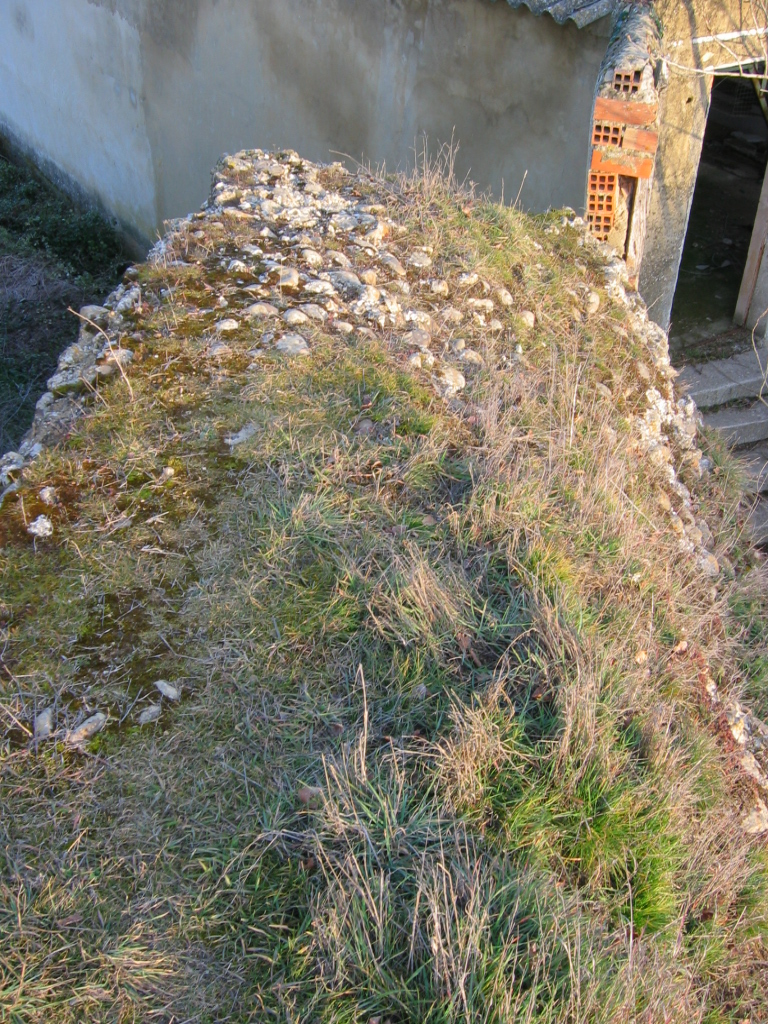
Detalle superior de los cimientos de la cerca

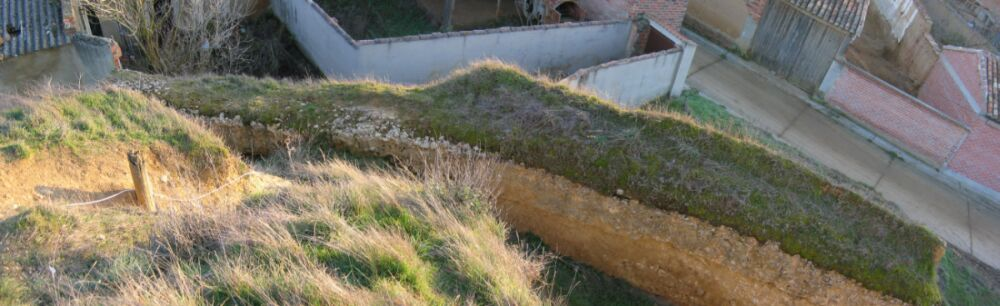
Vista de la cerca desde el interior de la torre

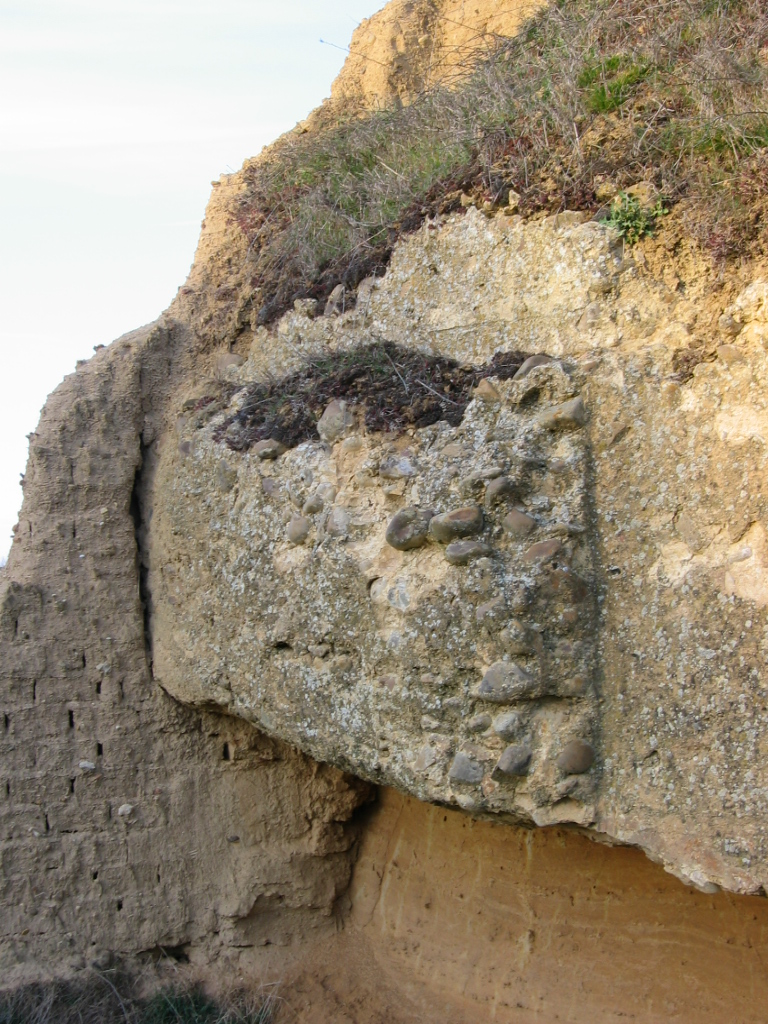
Detalle de la cerca

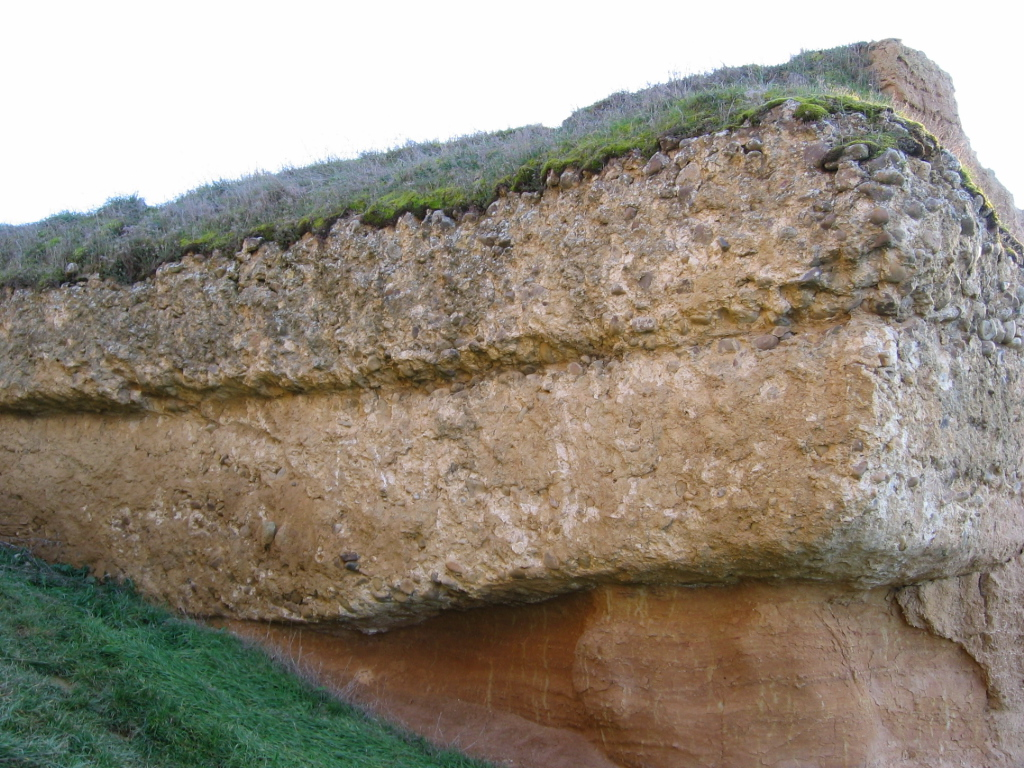
Detalle de la cerca

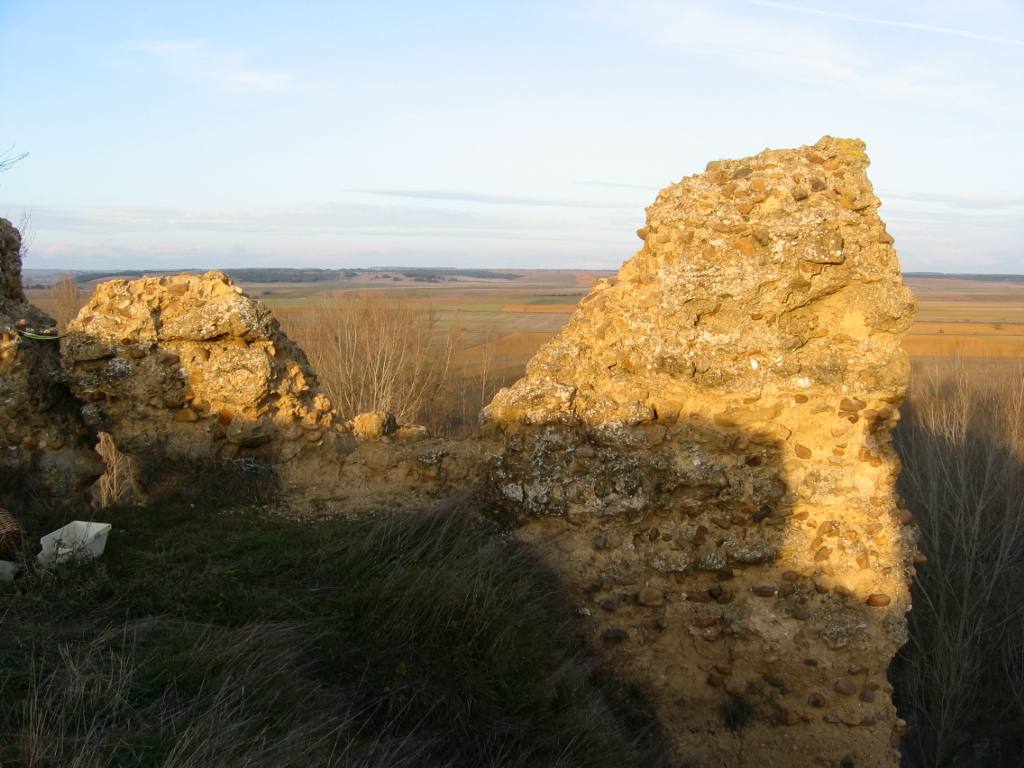
Interior de la torre

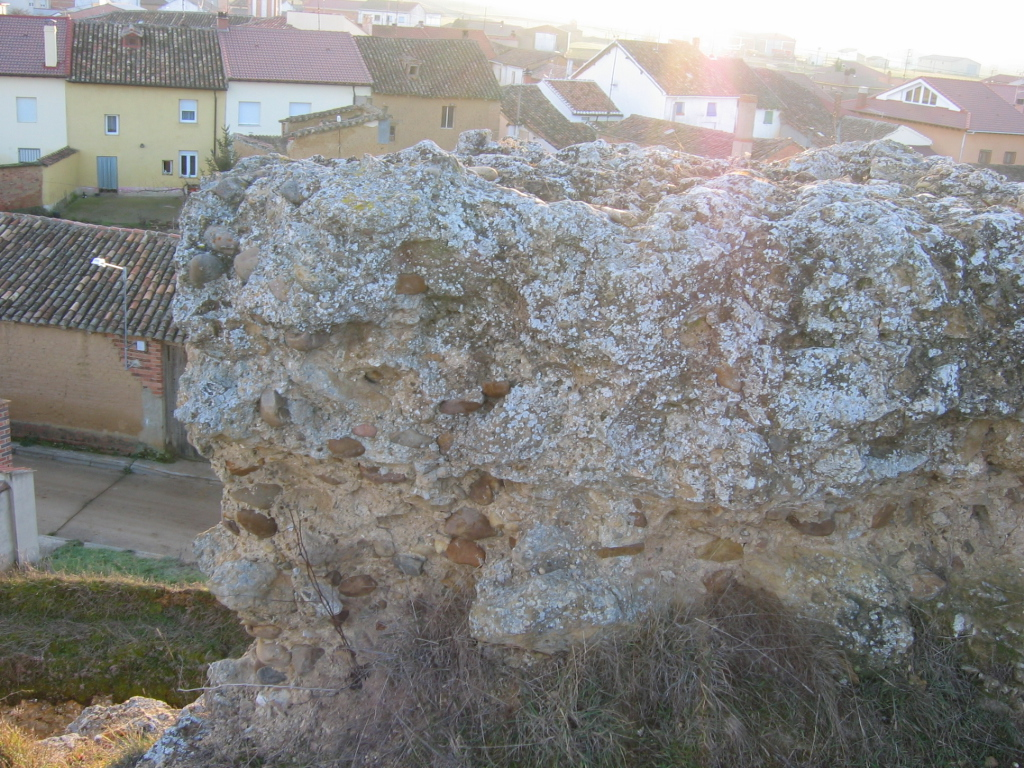
Paramento interior de la torre

El castillo de Castrillo de Villavega, es una fortificación situada en la villa de Castrillo de Villavega, en la provincia de Palencia (España). El castillo está articulado en torno a una gran torre del homenaje rodeado por una cerca de hormigón y se encuentra en estado ruinoso. 

## Historia

### Antecedentes
Restos Vacceos encontrados durante el asfaltado de las calles del pueblo, así como el cruce de dos vías Romanas, atestiguan el antiguo poblamiento de Castrillo. La calzada que venía desde Osorno la Mayor hasta Saldaña, vadeaba el río Valdavia justo en la base del pueblo, cruzándolo en sentido Sureste-Noroeste en dirección Itero Seco. 
La otra vía era la que subía por el valle de La Valdavia hacia la zona de La Peña, cruzándose con la anterior vía justo en lo que hoy es el casco urbano de la localidad.

### Fundación
Esta importancia estratégica no pasó desapercibida durante la época de la Repoblación. Desde el Castillo de Saldaña, se dirigió la repoblación del valle de La Valdavia a partir del Castillo de Agüero en Buenavista de Valdavia, 24 km río arriba. 
Fue desde este castillo desde donde se ofreció protección a las familias de foramontanos que abandonando su refugio montañoso en la Cornisa Cantábrica, fueron poblando las orillas del río Valdavia.
Estos antiguos poblamientos son el origen de la mayoría de los pueblos que actualmente jalonan las orillas del río Valdavia, los cuales aún mantienen el nombre en muchos casos, de los fundadores como por ejemplo, Abastas (Villabasta), Melendro (Villamelendro), Félix (Villaeles), Cíxila (Villasila) o Nuño (Villanuño).
En esta situación es cuando se erige el Castillo de Castrillo con un doble objetivo. Primero como un elemento avanzado que protegiese al Castillo de Agüero de posibles ataques musulmanes en su flanco Sur, segundo, para garantizar el vado del río Valdavia a su paso por Villavega de Castrillo.

### Edad Media
Estamos a finales del siglo IX o principios del siglo X, durante los procesos de repoblación de los reyes asturleoneses Alfonso III y su nieto Ramiro II. El primero rescata a los mozárabes que vivirían en Tierras Sarracenas, y el segundo, con tras la victoria en la Batalla de Simancas, consigue alejar el peligro árabe hacia el Sur, permitiendo la repoblación definitiva de esta zona. 
Dada su antigüedad y tipología, este es uno de los más escasos y valiosos ejemplos de la arquitectura militar alto-medieval en toda España.
La cita más antigua del castillo, y por consiguiente del nombre del actual pueblo la proporciona el primer testamento de Alfonso VIII en 1204, unos 300 años después de su fundación, cuando ordenaba la entrega del Castillo de Villavega a la Orden Militar de San Juan de Jerusalén, conocida como Orden del Hospital, lo que revela su importancia estratégica:
Mando preterea quod ordini et fratribus hospitalis detur pro salute anime mee castellum de Villauega et castellum de Cabannas cum omni iure suo.
El 26 de abril de 1279 Alfonso X hacía merced del castillo a Juana Gómez de Manzanedo y a su hijo Luis. Juana era hija de Gómez Rodríguez de Manzanedo—hijo de Rodrigo Rodríguez Girón—y de Mencía Pérez, que ya en 1275 se encontraba viuda del infante Luis de Castilla, hijo de Fernando II. El 21 de julio de 1305, al no tener descendencia después de la muerte de su hija Berenguela, Juana donó Castrillo, junto con la mi casa fuerte que yo e en Castriello de Villa Vega, la cual Tenya buen aposente para el alcaide della y çercada de sus cavas y barvacanas y çercada alrededor y tenya sus puentes levadiços, a su sobrina Mencía de Manzanedo, hija de su hermano Gonzalo y esposa de Arias González de Cisneros. Estos últimos fueron los padres de Juan Rodríguez de Cisneros, adelantado mayor de León, esposo de Mencía de Padilla, y padre de Mencía de Cisneros, la madre de Leonor de la Vega la Ricahembra, madre del poeta marqués de Santillana y origen del linaje de los duques del Infantado, en quienes recae el señorío del lugar en 1514. 
En el siglo XV con la amenaza árabe ya olvidada, y el sistema Feudal en decadencia, la Fortaleza ya se hallaba deteriorada.

### Edad Moderna
En 1832 es cuando se emplean sus materiales más nobles en la construcción de la torre parroquial, dada la calidad de sus sillares, así como la dificultad para encontrar materiales del estilo en la zona. Hoy solo queda un muñón. Mide unos 20 metros de largo por otros tantos de ancho. La parte inferior de los restos actuales está formada por tierra apisonada. Un túnel de perfil ligeramente apuntado la atraviesa de parte a parte. Los lienzos superiores fueron construidos a base de conglomerado de canto rodado y barro.

## Descripción
La torre es de planta rectangular con unas medidas interiores de 6,30 × 6,7 m. Conserva parte del lienzo sudoeste, el noroeste completo, mientras que del nordeste falta una esquina, y el sudeste prácticamente ha desaparecido quedando únicamente la esquina sur del mismo. 
Está construida con muros de cal y canto rodado de trece dm de espesor, sin que se conserven vestigios de su revestimiento de mampostería de sillares calizos de color blanco, utilizados en la construcción de la torre parroquial como se ha mencionado. En la parte sur del montículo se encuentran parte de una fuerte barrera de hormigón macizo, con dos metros de espesor y varios de altura, que seguramente rodeaba la base del montículo excepto por el Este donde el propio talud y el río servían de barrera natural. Probablemente la parte superior de dicha barrera estuviera reforzada por alguna empalizada de madera, de adobe o de cal y canto.